# Liste der Naturschutzgebiete im Landkreis Lüchow-Dannenberg
Im Landkreis Lüchow-Dannenberg gibt es 13 Naturschutzgebiete (Stand Januar 2021).
| Name des Gebietes                      | Bild                                                | Kennung | WDPA   | Landkreis / Stadt           | Beschreibung / Bemerkungen | Standort | Fläche in Hektar | Jahr der Verordnung |
| -------------------------------------- | --------------------------------------------------- | ------- | ------ | --------------------------- | -------------------------- | -------- | ---------------- | ------------------- |
| Blütlinger Holz                        |                                                     | LÜ 173  | 162468 | Landkreis Lüchow-Dannenberg |                            | Position | 303,81           | 1989                |
| Die Lucie                              | weitere Bilder                                      | LÜ 006  | 30113  | Landkreis Lüchow-Dannenberg |                            | Position | 1711,60          | 1951                |
| Eichen- und Buchenwälder in der Göhrde |                                                     |         |        | Landkreis Lüchow-Dannenberg |                            | Position | 904              | 2019                |
| Gain                                   |                                                     | LÜ 254  | 318419 | Landkreis Lüchow-Dannenberg |                            | Position | 213,79           | 2003                |
| Lüchower Landgrabenniederung           | weitere Bilder                                      | LÜ 191  | 164515 | Landkreis Lüchow-Dannenberg |                            | Position | 531,56           | 1992                |
| Luckauer Holz                          |                                                     | LÜ 255  | 318751 | Landkreis Lüchow-Dannenberg |                            | Position | 122,01           | 2003                |
| Mittlere Dumme und Püggener Moor       |                                                     | LÜ 332  |        | Landkreis Lüchow-Dannenberg |                            | Position | 1351             | 1989                |
| Maujahn                                | weitere Bilder                                      | LÜ 168  | 164587 | Landkreis Lüchow-Dannenberg |                            | Position | 36,98            | 1988                |
| Nemitzer Heide                         | weitere Bilder                                      | LÜ 333  |        | Landkreis Lüchow-Dannenberg |                            | Position | 1064             | 2018                |
| Obere Dummeniederung                   | Feuchtwiese in der Oberen Dummeniederung bei Bergen | LÜ 274  | 378332 | Landkreis Lüchow-Dannenberg |                            | Position | 648,64           | 2007                |
| Planken und Schletauer Post            | weitere Bilder                                      | LÜ 256  | 318948 | Landkreis Lüchow-Dannenberg |                            | Position | 534,60           | 2003                |
| Schnegaer Mühlenbachtal                | weitere Bilder                                      | LÜ 283  | 389972 | Landkreis Lüchow-Dannenberg |                            | Position | 476,89           | 2008                |
| Schwarzer Berg bei Krummasel           | weitere Bilder                                      | LÜ 180  | 165506 | Landkreis Lüchow-Dannenberg |                            | Position | 2,50             | 1990                |